# Tova Friedman
Tova Friedman (de soltera Grossman; nacida el 7 de septiembre de 1938) es una terapeuta, trabajadora social, autora y académica polaco-estadounidense. Ella es una sobreviviente del Holocausto que fue enviada al campo de concentración de Auschwitz. Friedman enseñó en la Universidad Hebrea de Jerusalén y luego se desempeñó como director del Servicio de la Familia Judía de los condados de Somerset y Warren.

## Biografía

### Primeros años de vida
Friedman nació el 7 de septiembre de 1938 en Gdynia, Polonia, cerca de Gdansk. La familia de Friedman se había mudado de Tomaszów Mazowiecki (Polonia), y regresó allí tan pronto como estalló la Segunda Guerra Mundial. Cinco mil judíos fueron obligados a vivir en un gueto formado por seis edificios de cuatro pisos en pésimas condiciones. La población del gueto disminuyó con el tiempo debido al hambre, los tiroteos y la deportación. Más tarde su familia fue trasladada a Starachowice donde sus padres trabajaban en una fábrica de municiones. Cuando los niños comenzaron a ser deportados del área, el padre de Friedman la obligó a esconderse en un espacio angosto sobre el techo de su casa. A pesar de esto, cuando tenía cinco años, su padre había sido deportado al campo de concentración de Dachau y ella y su madre al campo de exterminio de Auschwitz.
Habiendo llegado un domingo de junio de 1944, Friedman no fue asesinado al llegar, sino que fue afeitada y tatuada con un número. La mantuvieron encerrada en el Kinderlager o "campo de niños" y sobrevivió al hambre y a un viaje a la cámara de exterminio de gas el 7 de octubre, el único día en que los mecanismos de la cámara fallaron debido a que otros prisioneros habían detonado un explosivo en la cámara. cámara. Además, se salvó de otro de los crematorios porque su número tatuado no estaba en las listas de los oficiales nazis que dirigían la cámara. Cuando los nazis abandonaron el campo en enero de 1945 e iban a obligar a los supervivientes restantes a emprender una marcha de la muerte , ella y su madre se escondieron entre los cadáveres en la enfermería y fueron liberadas por el Ejército Rojo el 27 de enero de 1945. Los soldados soviéticos le tomaron una foto mostrando su tatuaje, que luego se convertiría en una foto icónica de la guerra. Ella y su madre regresaron a Polonia, donde descubrieron que su hogar había sido destruido y que la mayoría del resto de su familia extensa había sido asesinada. Su padre finalmente regresó de Dachau y permanecieron juntos en Polonia durante varios años.

### Educación y carrera
Friedman y su familia decidieron emigrar a los Estados Unidos en 1950. Recibió una licenciatura en psicología del Brooklyn College, una maestría en literatura negra de la Universidad de la Ciudad de Nueva York y una maestría en trabajo social de la Universidad Rutgers. Luego pasó a enseñar en la Universidad Hebrea de Jerusalén y se convirtió en Directora del Servicio de Familia Judía de los condados de Somerset y Warren, donde pasó más de 20 años trabajando como terapeuta. Durante este período de tiempo se casó y tuvo 4 hijos.
La historia de la vida de Friedman se escribió en el libro Kinderlager de 1998 y su nieto le abrió un perfil en TikTok donde publica videos sobre su experiencia en Auschwitz y responde a las preguntas de los niños. En 2022 publicó las memorias The Daughter of Auschwitz: My Story of Resilience, Survival and Hope, que escribió con el periodista Malcolm Brabant.

## Premios y honores
- El 11 de abril de 2016 fue honrada por la organización de mujeres judías L'Dor V'Dor.[9]